# Santa Maria Maddalena in Campo Marzio (titre cardinalice)
Le titre cardinalice de Santa Maria Maddalena in Campo Marzio (Sainte Marie-Madeleine du Champ de Mars) est érigé par le pape François le 7 décembre 2024) et rattaché à l'église Santa Maria Maddalena.

## Titulaires
- Vicente Bokalic Iglic (depuis 2024)